# Jungmannschule
Die Jungmannschule in Eckernförde gehörte lange Zeit zu den größten Gymnasien Schleswig-Holsteins. Im Schuljahr 2016/17 besuchten etwa 840 Schüler die Schule. Seit 1975 ist sie mit im Schulzentrum Süd Eckernfördes untergebracht.
Hier unterrichtete der deutsche Schriftsteller Wilhelm Lehmann 24 Jahre lang. Ihm zu Ehren steht im Schulgebäude eine Büste der Bildhauerin Lieselotte Voellner-Gallus.

## Geschichte

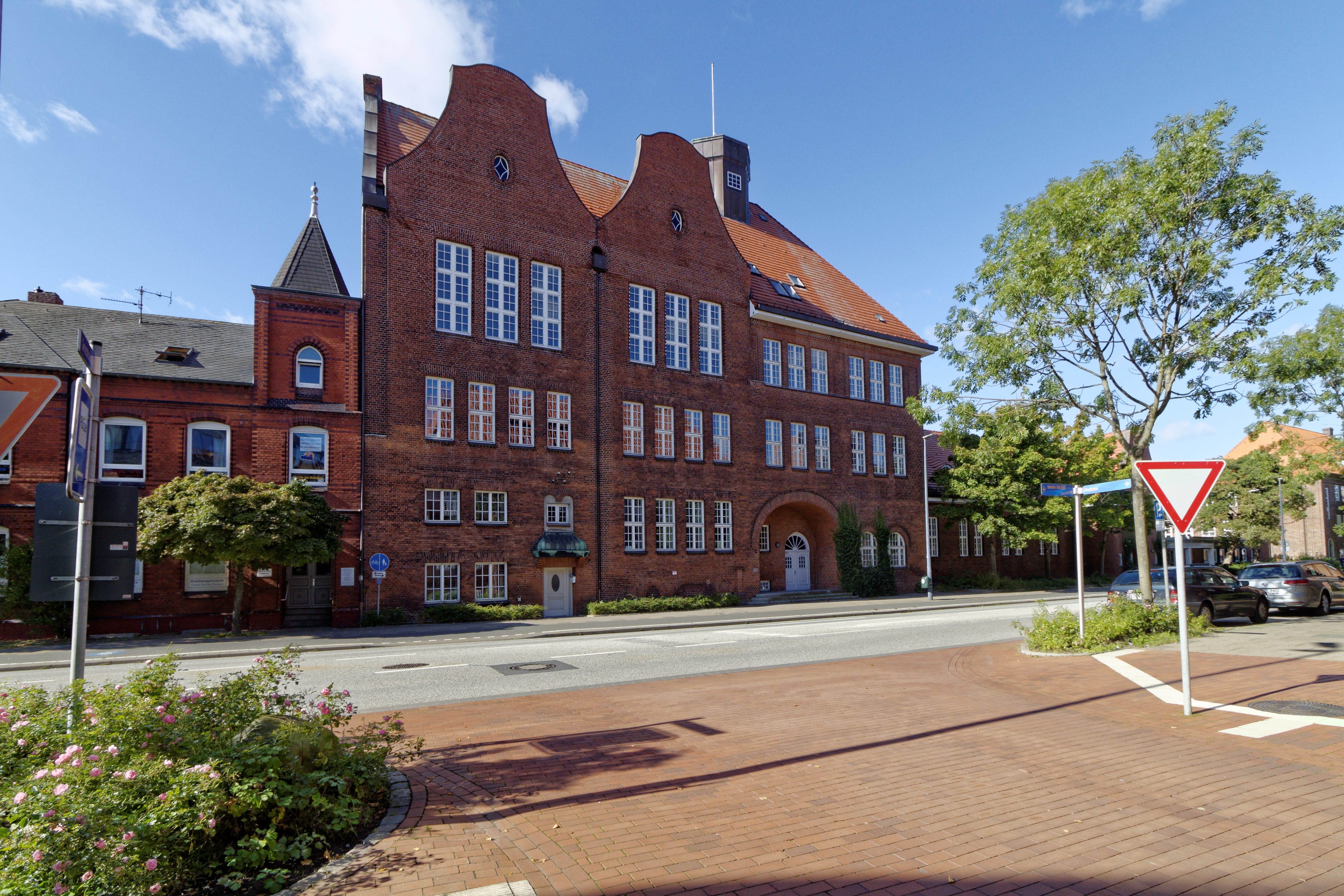
Das erste Schulgebäude in der Reeperbahn (ab 1909)

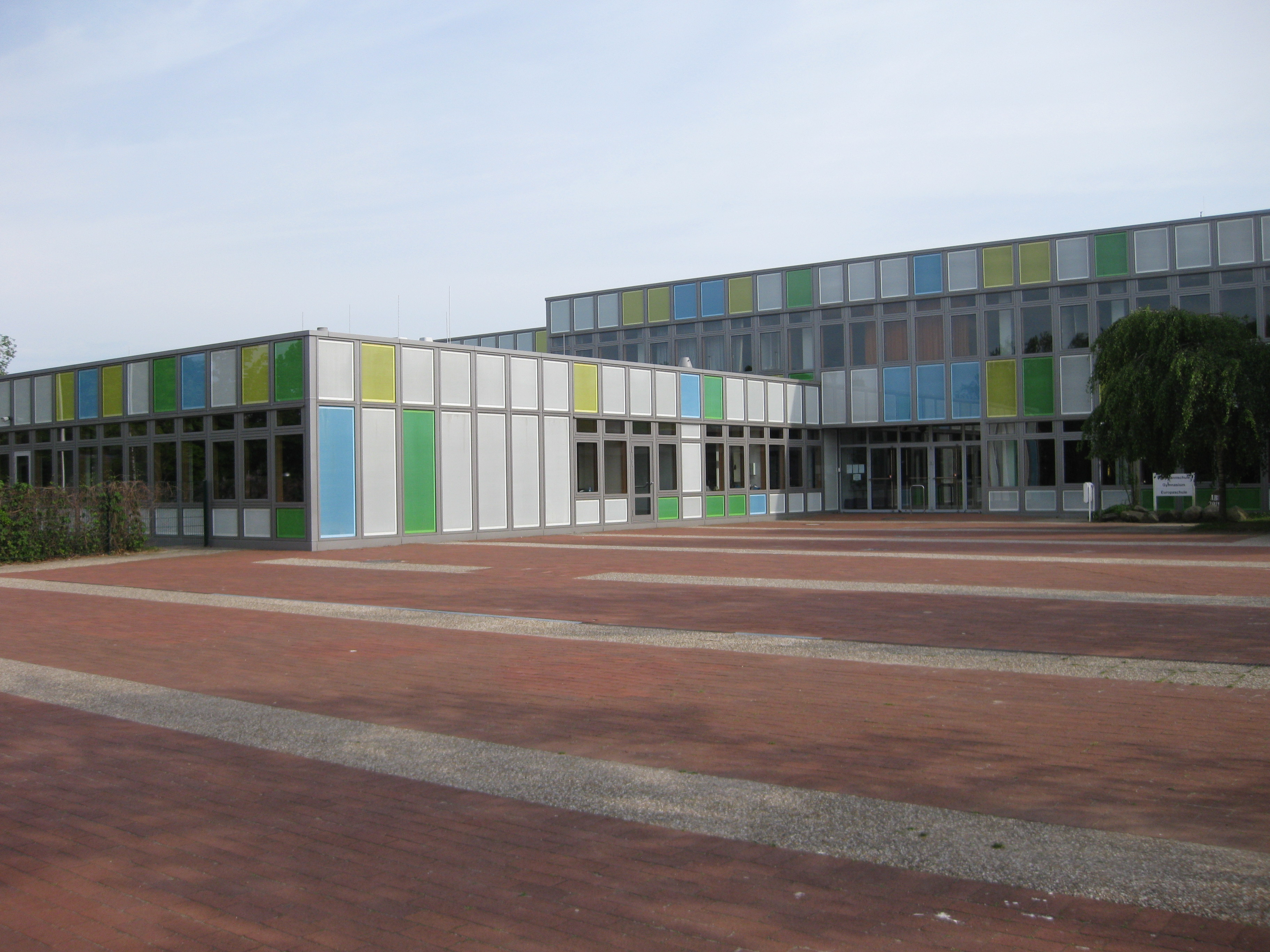
Schulzentrum Süd (seit 1975 – ursprünglich waren alle Wandelemente weiß)

Die Jungmannschule wurde 1905 als Realschule gegründet. Am 28. Januar 1939 wurde die Schule nach dem preußischen Offizier Eduard Julius Jungmann benannt. Für die Zeit des Nationalsozialismus war es ungewöhnlich, dass der Namensgeber kein NSDAP-Mitglied war. Die Straße, an der das Schulgebäude stand, hieß allerdings in der Nazi-Zeit Hermann-Göring-Straße (Reeperbahn, südlicher Abschnitt).
Die Tradition, in Eckernförde Abitur oder einen dem heutigen Abitur vergleichbaren Bildungsabschluss machen zu können, geht auf das Jahr 1566 zurück, als die damalige Eckernförder Lateinschule gegründet wurde. Einer der ersten heute bekannten Absolventen war zwischen 1611 und 1618 der Bildschnitzer Hans Gudewerdt der Jüngere.
In der Nazi-Zeit verschwand der Gymnasiallehrer Arthur Goetting von einem Tag auf den anderen, nachdem er sich geweigert hatte, sich von seiner jüdischen Ehefrau zu trennen. Götting war in der Stadt für seinen Entwurf des Gefion-Brunnens bekannt.
Nach Ende des Zweiten Weltkrieges durften auf Anordnung der britischen Militärregierung öffentliche Gebäude keine Namen von Offizieren (unabhängig von der Epoche) tragen. Ein Übersetzungs- bzw. Deutungsfehler des Britischen Gouverneurs von Schleswig-Holstein Hugh de Crespigny führte dazu, dass die Jungmannschule ihren Namen behalten durfte: gegen eine school for young men war nichts einzuwenden.
Die 1926 entworfene Schulfahne war bis 1955 in Gebrauch. Sie befindet sich heute im Archiv der Schule. Die Fahne trägt den lateinischen Ausspruch mens agitat molem (etwa: der Geist bewegt die Materie) aus Vergils Epos Aeneis.
Das erste eigene Schulgebäude, in dem die Jungmannschule untergebracht war, wurde 1909 in der Reeperbahn errichtet. Architekt war Heinrich Bomhoff. Das Gebäude steht heute unter Denkmalschutz und beherbergt die Pestalozzischule. Beim Gebäude handelt es sich um einen mächtigen, dreigeschossigen Backsteinbau in Formen der Heimatschutzarchitektur mit mehrteiliger Dachlandschaft. Zu den besonderen Fassadenmerkmalen gehören die zwei nebeneinander liegenden hohen geschwungenen Giebel mit Ausrichtung auf die Kreuzung Reeperbahn/Gerichtsstraße.
Da die Schüleranzahl die Kapazität des Schulgebäudes in der Reeperbahn überschritt, zog die Jungmannschule selbst 1975 in das vom Architekten Günter Haß neu gebaute Schulzentrum Süd an den Stadtrand im neuen Stadtteil Wilhelmstal um.
Insgesamt werden etwa 800 Schüler unterrichtet.
Der Verein der Freunde und ehemaliger Schüler der Jungmannschule e. V. hat 850 Mitglieder (Stand 2008). Er gibt seit 1951 einen Jahresbericht über das Schulgeschehen heraus, den Vereinsmitglieder kostenlos erhalten.
Ein Ehemaligentreffen von Schülern und Lehrkräften wurde 1999 wiederbelebt und findet seitdem alljährlich im Stadthallenrestaurant von Eckernförde statt.

## Schulleiter
- Berg (1905–1924)
- Karl Julius Rasmussen (1924–1933)
- Georg Schaub (1933–1945)
- Hoffmann (1945–1946)
- Prüß (kommissarisch, 1946–1947)
- Georg Schaub (1947–1950)
- Heinz Bruns (1950–1962)
- Hans-Georg Thode (1962–1976)
- Hanfried Kiesbye (1976–1994)
- Jutta Johannsen (1994–2016)[6]
- Sebastian Klingenberg (seit 2016)[7]

## Persönlichkeiten

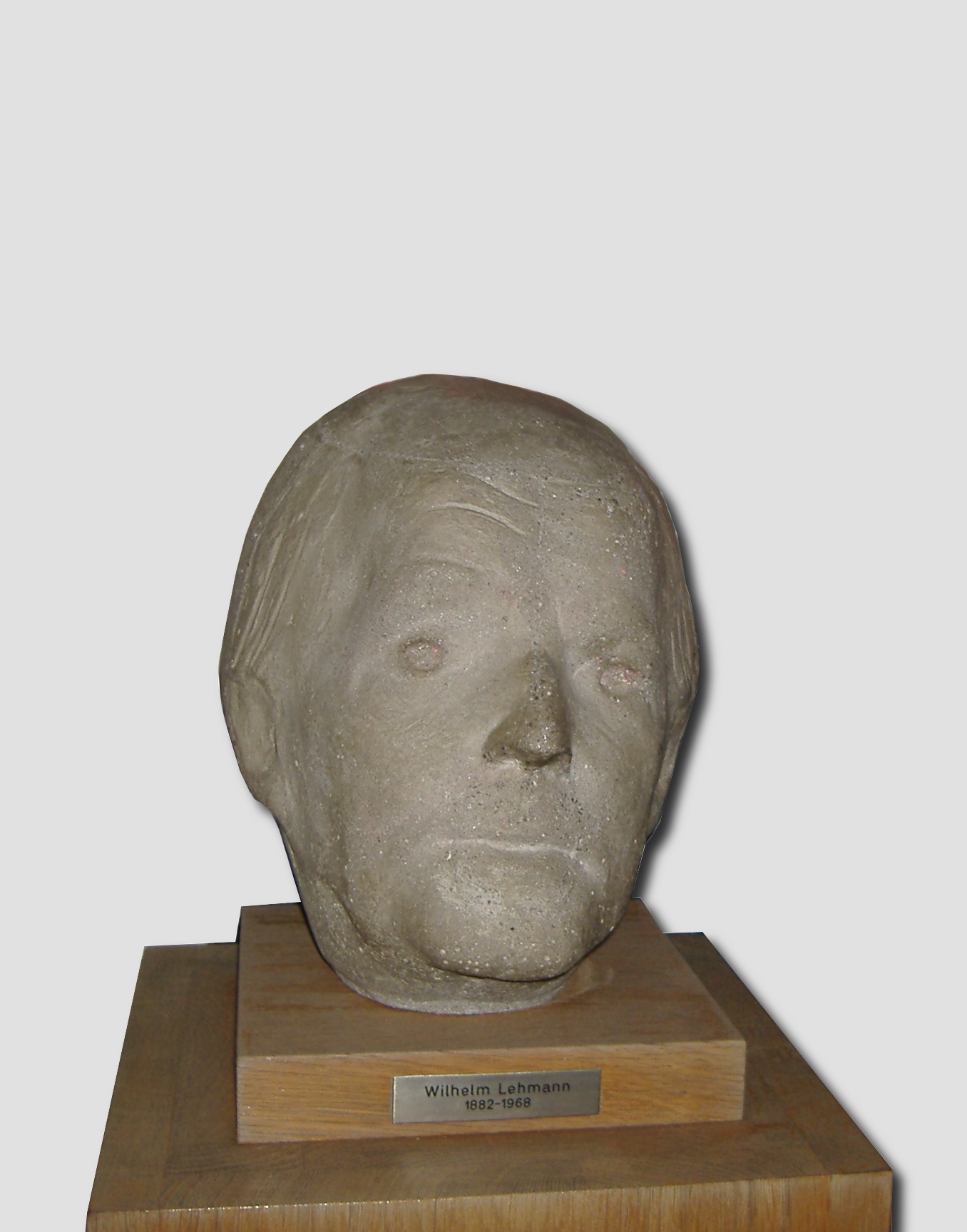
Büste von Lehmann

### Lehrer
- 1923–1947: Wilhelm Lehmann (1882–1968), deutscher Schriftsteller
- 1960–1992: Edwin Theune (1929–2015), deutscher Komponist

an Vorgängereinrichtungen:
- 1871–1873: Eduard Keetmann (1840–1910), deutscher Theologe

### Schüler
- Cornelius Bickel (* 1945), Soziologe
- Klaus Buß (* 1942), Bürgermeister der Stadt Eckernförde, Landwirtschaftsminister und Innenminister des Landes Schleswig-Holstein
- Daniel Günther (* 1973), Ministerpräsident des Landes Schleswig-Holstein
- Marit Hansen (* 1969), Landesbeauftragte für Datenschutz in Schleswig-Holstein
- Marco Hartrich (* 1972), Staatssekretär im niedersächsischen Kultusministerium
- Stefan Heine (* 1969), Rätselmacher und Verleger von Rätselbüchern und -zeitschriften. 2017 Guinness World Record: Most people doing crosswords simultaneously[8]
- Susanne Jeske-Paasch (* 1958), Bürgermeisterin der Stadt Eckernförde (1999–2007)
- Karsten Kammholz (* 1979), Journalist, Chefredakteur des Mannheimer Morgen
- Hinnerk Köhn (* 1993), Moderator, Slam-Poet und Autor
- Christel Meier-Staubach (* 1942), Klassische und Mittellateinische Philologin
- Philipp Murmann (* 1964), Bundestagsabgeordneter
- Klaus Rave (* 1950), Jurist, Banker und Honorarprofessor
- Horst Slevogt (1922–2011), U-Boot-Kommandant, Professor für Bankbetriebslehre, Banken-Manager und -Aufsichtsratsvorsitzender sowie Autor
- Jann M. Witt (* 1967), Historiker

## Schulpartnerschaften
- Excideuil, Aquitanien, Frankreich
- London, Großbritannien
- Brieg (Brzeg), Schlesien, Polen
- Odense Katedralskolen in Odense, Fünen, Dänemark
- Goethegymnasium in Bischkek, Kirgisistan

## Sonstiges
Die Außenwände des Hauptgebäudes des Schulzentrums Süd in Eckernförde, das sich die Jungmannschule mit der Peter-Ustinov-Schule (Integrierte Gesamtschule mit gymnasialer Oberstufe) teilt und mit der Gorch-Fock-Schule (die jetzt in einem Nebengebäude untergebracht ist) teilte, bestehen aus mit Schaumstoff gefüllten Kunststoffplatten, die mit senkrecht stehenden Aluminiumprofilen verbunden sind. Diese durchgehenden Profile sind durch die hohe Wärmeleitfähigkeit von Aluminium gute Wärmebrücken.
In der Ausgabe 01 des GEO-Magazins von 1982 wird das Schulgebäude in einem Artikel über Thermographie als Beispiel für mangelnde Wärmedämmung aufgeführt. Auf dem Wärmebild stechen die Profile markant hervor.
2006 wurde die Schule von außen mit einer isolierenden Fassade versehen. Somit sind diese Mängel nicht mehr vorhanden. Das im Zuge dieser Sanierung eingeführte neue Fenstersystem, bestehend aus sich elektrisch öffnenden Oberlichtern und nach außen zu öffnenden großen Klapp- und Kippfenstern, erwies sich jedoch als Fehlkonstruktion. Die Fenster lassen sich nicht weit genug öffnen (nur 15° weit), um bei großer Hitzeeinwirkung genügend frische Luft in die Räume des Gebäudes zu lassen. Aufgrund dieser Problematik sind im Sommer manche auf der Südseite der Schule befindlichen Klassenräume in der Mittagszeit nicht benutzbar.

## Die anderen Bildungseinrichtungen imSchulzentrum Süd

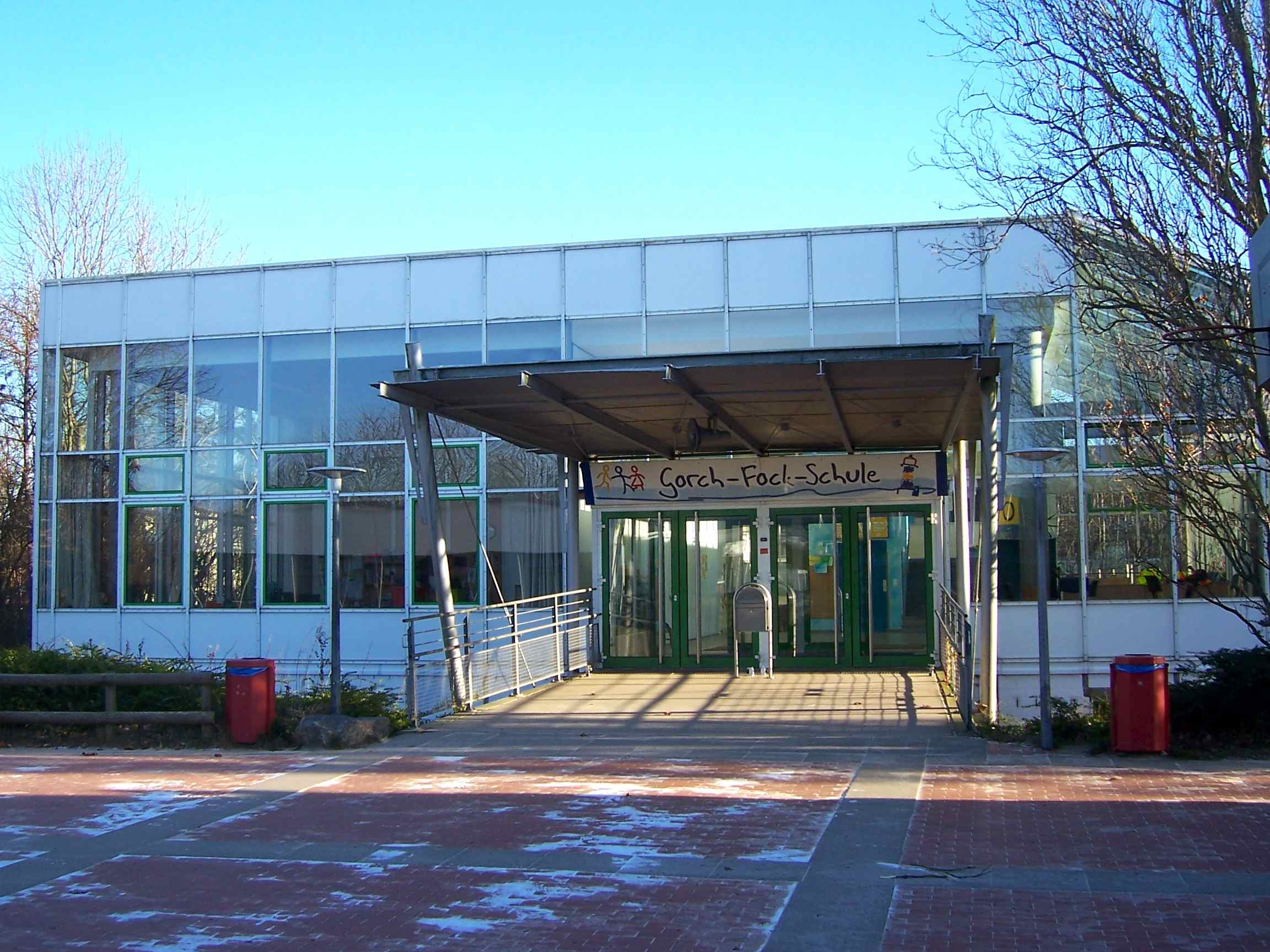
In einem Nebengebäude: Die ehemalige Gorch-Fock-Schule

- Die damals neu gegründete Grund- und Hauptschule Gorch-Fock-Schule, benannt nach Gorch Fock, zog 1975 zusammen mit der Jungmannschule in das Hauptgebäude des Schulzentrums Süd ein und 1993 in ein neu errichtetes Nebengebäude um. Die Schule hatte einen Teil des Schulbezirkes der Albert-Schweitzer-Schule übernommen. Der ehemalige Rektor der Schule Karl-Heinz Groth (1940–2025) hat sich auch als Mundartschriftsteller und Sachbuchautor einen Namen gemacht. Nach dem Zusammenschluss der Gorch-Fock-Schule mit dem Grundschulzweig der Albert-Schweitzer-Schule unter dem Namen Sprottenschule 2017 wurde das Gebäude am Schulzentrum Süd aufgegeben.

- Die Peter-Ustinov-Schule Eckernförde, benannt nach Peter Ustinov, existiert seit 1990 und zog unter ihrem ersten Namen Integrierte Gesamtschule Eckernförde (kurz: IGE) mit anfangs 75 Schülern in das Hauptgebäude ein.[9]  Vorausgegangen waren ab Frühsommer 1989 konspirative Treffen von Lehrern, Eltern aus der Waldorf-Szene und  weiteren Interessenten ohne Presse in einem halbverfallenen Bauernhaus Kochendorfs mit dem Vorhaben: Gründung einer Gesamtschule in Eckernförde.[10] Unterstützt wird die Schule von der Peter Ustinov Stiftung.[11]  Der ehemalige Rektor der Schule Jürgen Anbuhl (1940–2022) war SPD-Bundestagsabgeordneter und Eckernförder Bürgervorsteher. Insgesamt unterrichtet die Schule heute etwa 900 Schüler.

- Nachdem die Gorch-Fock-Schule 1993 in das Nebengebäude umgezogen war, zog in das Hauptgebäude vorübergehend der Kindergarten am Brennofenweg ein. Nach einem Brand musste das Kindergartengebäude am Brennofenweg neugebaut werden.[12]